# Дорн, Александр Юлиус Пауль
Александр Юлиус Пауль Дорн (нем. Alexander Julius Paul Dorn; 8 июня 1833, Рига — 27 ноября 1901, Берлин) — немецкий композитор, дирижёр, педагог. Сын и ученик Генриха Дорна.

## Биография
Александр Дорн родился 8 июня 1833 года в городе Риге.
Преподавал частным образом в Польше, затем в начале 1860-х гг. руководил немецкими мужскими хорами в Каире и Александрии. С 1865 г. возглавлял лидертафель в Крефельде.
С 1869 года преподавал игру на фортепиано в Берлинской Высшей школе музыки.
Дорну принадлежат различные фортепианные сочинения, в том числе навеянные его пребыванием в Египте «Арабские напевы» Op. 34 и «Арабские мелодии» Op. 35, а также хоровая музыка и песни.
Александр Юлиус Пауль Дорн умер 27 ноября 1901 года в городе Берлине.